# Arvid Pardo
Arvid Pardo (12 de febrero de 1914 - 19 de junio de 1999) fue un diplomático maltés, de origen judío, erudito y profesor universitario. Pardo nació en Roma. Su padre Guido Pardo, nacido en Malta en 1874 hijo de Enrico Pardo de origen judío sefardita de Livorno. Se le conoce como el "Padre de la Convención de las Naciones Unidas sobre el Derecho del Mar".

## Biografía
Pardo nació en Roma. Su padre maltés murió de tifus, durante una misión de ayuda en la Unión Soviética en 1922. Su madre sueca murió un año después en una apendicectomía y su hermano murió en un accidente automovilístico. Se convirtió en el pupilo del amigo de su padre, el diplomático italiano Bernardo Attolico, quien se desempeñó como embajador en Brasil, la Unión Soviética, Alemania y Vaticano. Attolico lo envió a la escuela en el Colegio de Mondragone, Frascati, y el joven Pardo pasaba sus vacaciones con Attolico en varios puestos diplomáticos de este último.
Pardo habló italiano, inglés, francés, sueco y español con fluidez, y sabía alemán bastante bien. Como estudiante en Roma antes de la guerra, conoció a Margit Claeson, diseñadora textil sueca. En 1947, una vez que sus finanzas estaban seguras, se trasladó a Suecia para encontrarla (había perdido el contacto durante la guerra) y se casó con ella. Tuvieron tres hijos: Cristina (1949 m. Menez), Lars (1950) y David (1951), todos educados en Inglaterra. Su esposa e hijos le sobrevivieron todos.
Pardo recibió un título en la historia diplomática de la Universidad de Tours, Francia en 1938 y un doctorado en derecho internacional de la Universidad de Roma en 1939. Cuando comenzó la Segunda Guerra Mundial, comenzaron las actividades clandestinas como un organizador anti-fascista, pero fue detenido por las autoridades italianas en 1940. Después de la caída del gobierno de Benito Mussolini, fue liberado en septiembre de 1943, pero fue detenido de inmediato por la Gestapo y se mantiene en la prisión de Alexanderplatz, Berlín en virtud de una sentencia de muerte. En 1945, el Ejército Rojo se acercó a Berlín, Suiza y los funcionarios del Comité Internacional de la Cruz Roja dispusieron su liberación. Después de que los soviéticos entraron en Berlín, Pardo fue detenido de nuevo e interrogado. Una vez liberado, cruzó el Elba, a pie de las líneas aliadas, y se puso en contacto con las fuerzas británicas y estadounidenses. Fue enviado a Londres, a donde llegó sin un centavo.
Al principio, Pardo trabajó como lavaplatos y mesero en una cadena de restaurantes de Londres hasta que se buscó a un amigo de su padre, David Owen, que entonces estaba ayudando a configurar las Naciones Unidas en Londres. Owen lo contrató como ayudante en la sección de documentales, y a pesar de tener un doctorado, trabajó como empleado subalterno a cargo de los archivos en 1945-6. Luego se desempeñó en el Consejo de Administración Fiduciaria hasta 1960. Después se unió a la Secretaría de la Junta de Asistencia Técnica (precursor de la PNUD) y se desempeñó como representante adjunto en Nigeria y Ecuador, donde estaba destinado antes de ser seleccionado en 1964 como el primer Representante Permanente de Malta ante las Naciones Unidas en el país recién independiente que había visitado brevemente durante su vida.
Durante su tiempo como delegado de la ONU, que terminó en 1971 después de la vuelta de Dom Mintoff a la oficina, el logro duradero de Pardo fue su trabajo para reformar la ley del mar. El 1 de noviembre de 1967, hizo un electrizante discurso ante la Asamblea General llamando a las normas internacionales para asegurar la paz en el mar, para evitar la contaminación y para proteger los recursos oceánicos. Propuso que el fondo del mar forma parte del patrimonio común de la humanidad, una frase que aparece en el artículo 136 de la Convención de las Naciones Unidas sobre el Derecho del Mar, y le pidió que parte de la riqueza del mar se utilizará para financiar un fondo que ayude a cerrar la brecha entre naciones ricas y pobres. Fue Pardo, quien inició el proceso de quince años que culminaría en 1982, cuando la Convención se abrió a la firma, y en los primeros años, continuó el esfuerzo dedicado a promover el tema, por ejemplo, ayudando a alcanzar casi unánime aprobación de Resoluciones de la Asamblea 2749 el 17 de diciembre de 1970. Esta resolución encarna los principios relativos a los fondos marinos y sus recursos que más tarde se incorporaría a la Convención. Pardo no estaba contento con la provisión del instrumento definitivo para un Zona Económica Exclusiva, lamentando que el patrimonio común de la humanidad se había reducido a "unos pocos peces y algas pequeñas".
De 1967 a 1971, Pardo fue también Embajador de Malta en los Estados Unidos. Durante el mismo periodo se desempeñó como embajador en la Unión Soviética y fue Alto Comisionado en Canadá de 1969 a 1971. Fue representante de Malta en la Comisión Preparatoria de la Convención de las Naciones Unidas sobre el Derecho del Mar en 1972 y encabezó la delegación de Malta a la Comisión de Fondos Marinos de la ONU de 1971 a 1973.
De 1972 a 1975 Pardo fue el coordinador del programa de estudios en el océano Centro Internacional Woodrow Wilson para Académicos de Washington, DC. De 1975 a 1990 fue profesor en la USC, de ciencia política (1975-81) y lrelaciones internacionales (1981-90). Para los quince años, era un alto miembro del Instituto de Estudios Marinos y Costeros.
Pardo fue nombrado Caballero de Malta en 1992. Era residente en Seattle cuando murió en 1999 (algunas fuentes aseguran que estaba viviendo en Houston y allí murió).